# Dočasnik
Dočasnik je pripadnik vojske koji ima određene zakonom mu dane ovlasti.
Dočasnik čin stječe promaknućima kroz niže vojničke činove i pohađanjem zakonom propisanih vojnih tečajeva i dočasničkog školovanja. 
U mnogim zemljama rabi se izraz dočasnik ili podčasnik.
U Hrvatskoj kopnenoj vojsci i Hrvatskom ratnom zrakoplovstvu dočasnički činovi su od skupnika do časničkoga namjesnika, istovremeno, dočasnički činovi se dijele na niže i više dočasničke činove. U Hrvatskoj ratnoj mornarici dočasnički činovi su kao i u HKoV-u i HRZ-u.

* Vojni i dočasnički činovi u HV:
Vojnici:
vojnik,
pozornik,
razvodnik
Niži dočasnici:
skupnik,
desetnik,
narednik
Viši dočasnici:
nadnarednik,
stožerni narednik,
časnički namjesnik